# San Jacinto, Masbate

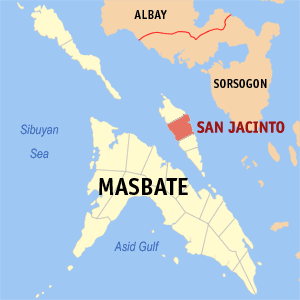
Bản đồ Masbate với vị trí của San Jacinto

San Jacinto là một đô thị hạng 4 ở tỉnh Masbate, Philippines. Theo điều tra dân số năm 2015 của Philipin, đô thị này có dân số 30.372 người trong.

## Các đơn vị hành chính
San Jacinto được chia ra 21 barangay.
| - Almiñe - Bagacay - Bagahanglad - Bartolabac - Burgos - Calipat-An - Danao - Dorong-an Daplian - Interior - Jagna-an - Luna | - Mabini - Piña - District I - District II - District III - District IV - Roosevelt - San Isidro - Santa Rosa - Washington |